# Taurus (Schiff, 1877)
Die Taurus war eine Raddampfyacht der k.u.k. Kriegsmarine. Sie diente vorwiegend als Stationsschiff in Konstantinopel.

## Geschichte
Das Schiff lief im Jahr 1877 in Triest vom Stapel. Ab 1878 versah die Taurus den Stationsdienst für die k.u.k. Botschaft in Konstantinopel. Es wurde zur Tradition Österreichs, in der Hauptstadt des Osmanischen Reiches zu diesem Zweck ein repräsentatives Schiff zu stationieren, das von 1858 bis 1914 stets Taurus hieß. Da bereits ein Vorgängerschiff denselben Namen führte, wird es daher auch Taurus II genannt. Die Botschaften andere Staaten waren mit vergleichbaren Schiffen vertreten. Die Bewaffnung bestand aus drei Geschützen mit 15, 10 und 7 Zentimetern Rohrdurchmesser.
Die Schiffsbesatzung erhielt auch Aufgaben außerhalb des Stationsdienstes. So unterstützte sie im Mai 1894 eine Tiefsee-Expedition bei der Erforschung des Marmarameeres. Um dies vor der osmanischen Regierung zu verschleiern, wurde die Fahrt als Übung ausgegeben. In den Jahren 1898, 1902 und 1907 leistete die Besatzung Brandhilfe bei Feuern in Küstennähe.
Der letzte Kommandant der Taurus in Konstantinopel war der spätere ungarische Staatschef Miklós Horthy. Im Jahr 1909 wurde das Schiff in Eta umbenannt und 1913 außer Dienst gestellt.